# ترانه‌شناسی کوربین بلو
کوربین بلو (به انگلیسی: Corbin Bleu discography) خوانندهٔ نوجوان آمریکایی است. ترانه‌شناسی او شامل: ۲ آلبوم استودیویی، ۵ تک‌آهنگ، ۵ موزیک ویدئو.

## آلبوم‌های استودیویی
| سال  | آلبوم                             | بیلبورد ۲۰۰ |
| ---- | --------------------------------- | ----------- |
| ۲۰۰۷ | جهت دیگر - برچسپ: هالیوود ریکاردز | ۳۶          |
| ۲۰۰۹ | سرعت نور - برچسپ: هالیوود ریکاردز | —           |

## تک‌آهنگها

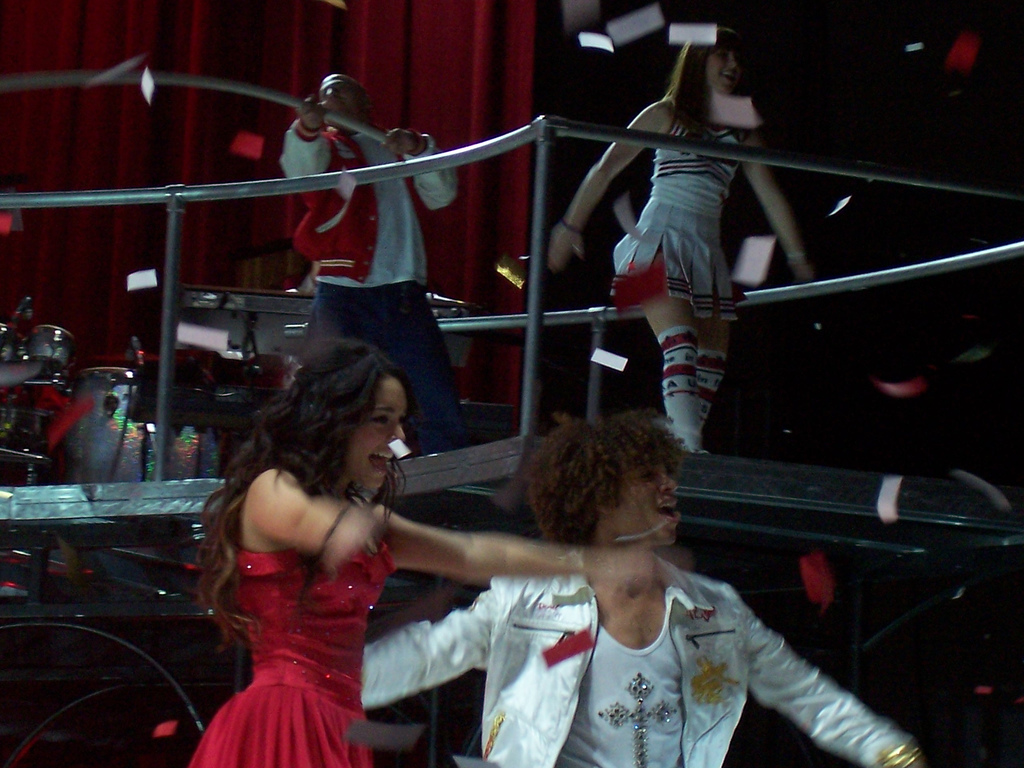
کوربین بلو همراه با ونسا هاجنز در دبیرستان موزیکال: کنسرت در سال ۲۰۰۷

| سال  | آهنگ                      | آمریکا | پاپ آمریکا | آلبوم                |
| ---- | ------------------------- | ------ | ---------- | -------------------- |
| ۲۰۰۶ | "به محدودیت‌ها اضافه‌اش کن" | ۱۴     | ۱۷         | جهت دیگر             |
| ۲۰۰۷ | "باهاش کنار بیا"          | ۱۱۲    | ۸۷         | جهت دیگر             |
| ۲۰۰۸ | "دوباره اجرایش کن"        | ۱۱۳    | ۹۴         | Radio Disney Jams 10 |
| ۲۰۰۹ | "لحظاتی که ارزش دارند"    | —      | ۹۸         | سرعت نور             |
| ۲۰۰۹ | "Celebrate You"           | ۱۱۰    | ۸۷         | سرعت نور             |

### تک‌آهنگهای مخصوص
| سال  | آهنگ                                   | آمریکا | پاپ آمریکا | موسیقی متن         |
| ---- | -------------------------------------- | ------ | ---------- | ------------------ |
| ۲۰۰۷ | "من نمی‌رقصم" (همراه با لوکاس گابریل)   | ۷۰     | ۵۰         | دبیرستان موزیکال ۲ |
| ۲۰۰۸ | "پسرها بازگشته‌اند" (همراه با زک افران) | ۱۰۱    | ۵۰         | دبیرستان موزیکال ۳ |

## آلبوم‌های جمع‌آوری شده
| سال  | آهنگ               | US  | US Pop | آلبوم                 |
| ---- | ------------------ | --- | ------ | --------------------- |
| ۲۰۰۶ | "دایره‌ها"          | ۶۷  | ۵۰     | پرواز ۲۹ سقوط کرد     |
| ۲۰۰۷ | "دو دنیا"          | ۱۲۲ | ۵۰     | دیزنی‌مانیا ۵          |
| ۲۰۰۷ | "این وقت کریسمس"   | ۱۰۴ | ۵۰     | تعطیلات شبکه دیزنی    |
| ۲۰۰۹ | "دوباره اجرایش کن" | ۱۲۴ | ۵۰     | لیست اجرای شبکه دیزنی |

## موزیک ویدئو
| سال  | موزیک ویدئو               |
| ---- | ------------------------- |
| ۲۰۰۶ | "به محدودیت‌ها اضافه‌اش کن" |
| ۲۰۰۷ | "باهاش کنار بیا"          |
| ۲۰۰۸ | "Celebrate You"           |
| ۲۰۰۹ | "دوباره اجرایش کن"        |
| ۲۰۰۹ | "لحظاتی که ارزش دارند"    |

## معادل‌های انگلیسی
1. ↑  Push It to the Limit
2. ↑  Deal With It
3. ↑  Run It Back Again
4. ↑  Moments That Matter
5. ↑  Circles
6. ↑  Two Worlds
7. ↑  This Christmastime